# Jicarilla

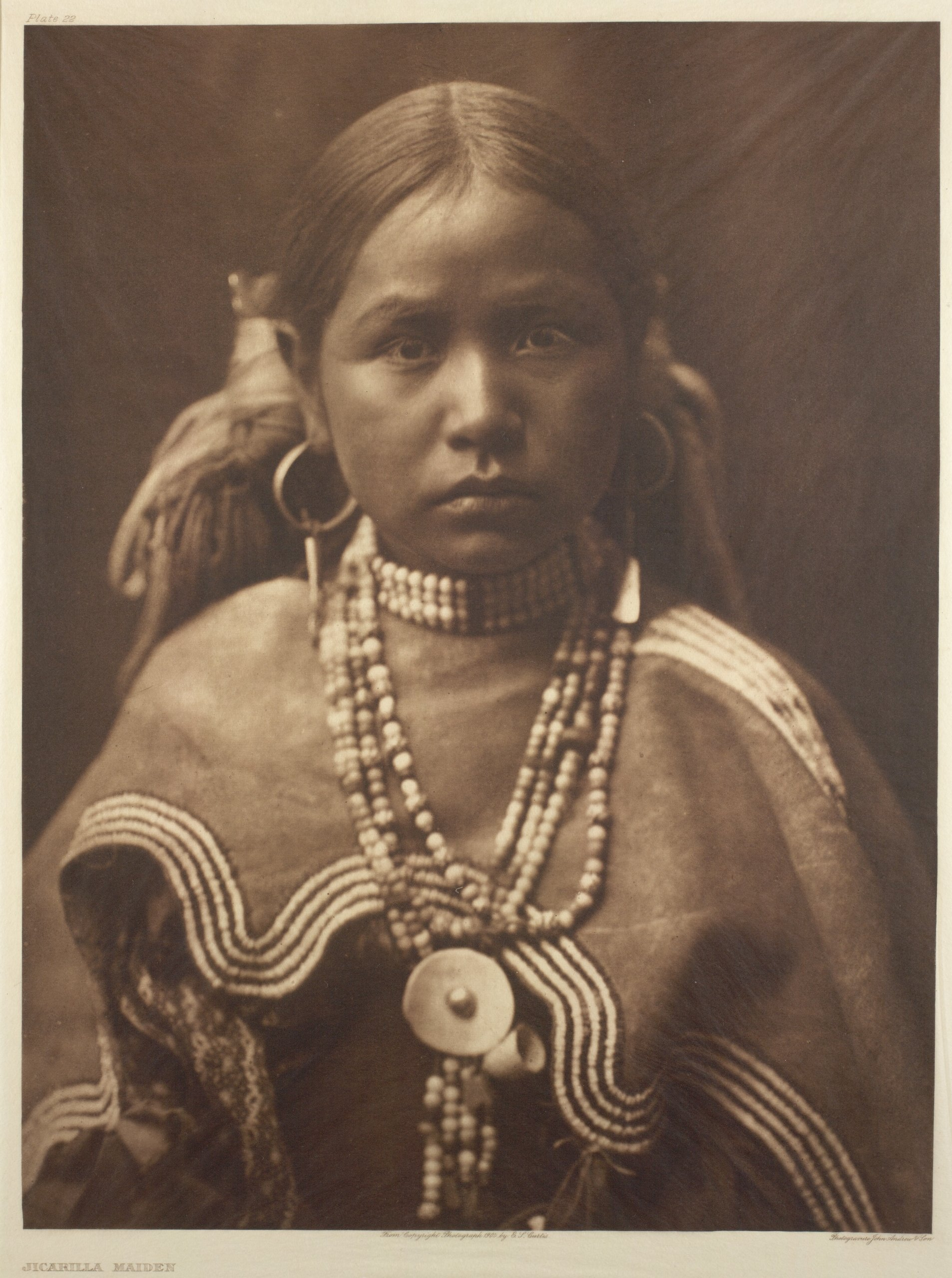
Niña apache jicarilla fotografiada por Edward S. Curtis, 1906.

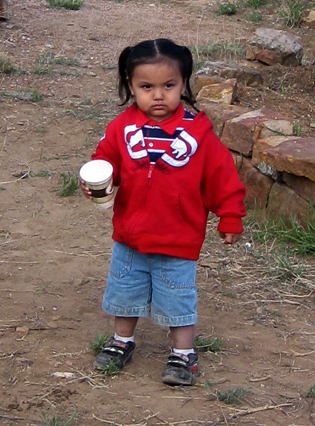
Niño apache jicarilla fotografiado en 2000.

Los apache jicarilla son un grupo de población apache que actualmente vive en Nuevo México, Estados Unidos, y que habla una lengua atabascana del sur. El término jicarilla es una palabra española, diminutivo de jícara, vasija pequeña.

## Geografía

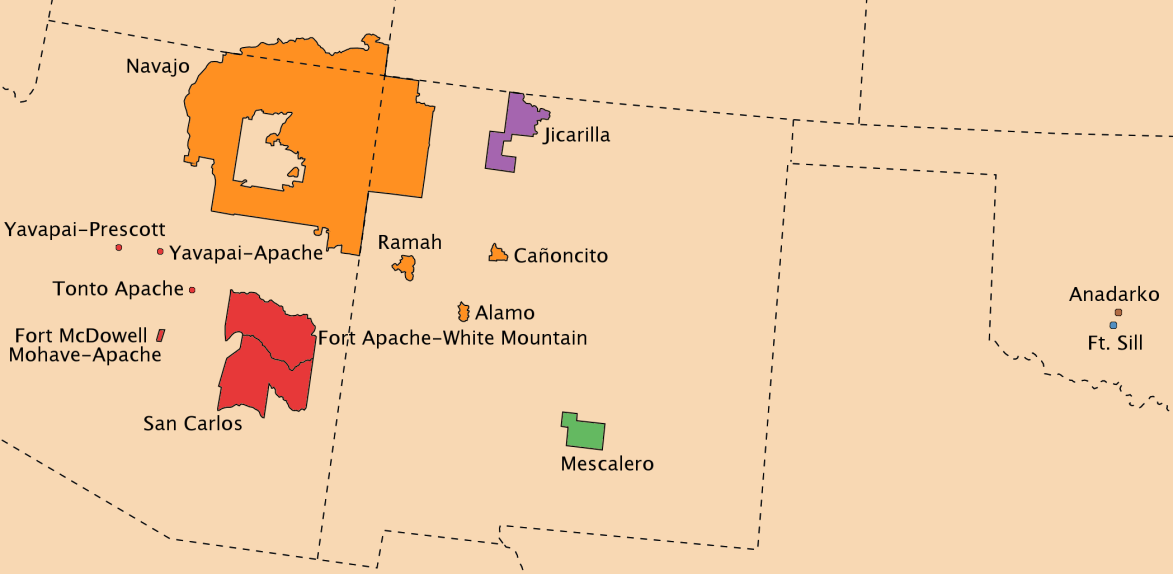
Localización actual de los apache, incluyendo a los jicarilla.

La Reserva Apache Jicarilla se encuentra en dos condados del norte de Nuevo México:
- Condado de Río Arriba
- Condado de Sandoval

La reserva tiene un área de 3532,864 km² (1364,0 millas cuadradas), con una población de 2755 personas según el censo del año 2000. Su comunidad más importante es Dulce, la cual comprende el 95 % de la población de la reserva.
Antes de la llegada de los comanches, los jicarillas ocuparon la región montañosa del sur de Colorado y el noreste de Nuevo México; luego cambió su territorio a las llanuras del oeste de Kansas, Oklahoma, Texas y el sureste de Nebraska. Los jicarillas eran seminómadas, practicaban la agricultura temporal a lo largo de los ríos que fluyen a través de su territorio. Además de la agricultura, cazaban antílopes, ciervos y bisontes en las llanuras. Cuando llegaron los comanches con sus aliados cercanos y familiares, los ute, empujaron a las demás tribus fuera de las llanuras, saquearon los diversos pueblos apache del este (jicarilla, mescaleros y lipán) ocupando las llanuras del sur para su control. En 1724 varias bandas apaches fueron aniquiladas y los jicarillas se vieron obligados a buscar un refugio en las montañas de Nuevo México y Colorado. Allí se aliaron con los pueblos puebloanos, el antiguo enemigo ute y los colonos españoles. A partir de este momento su territorio fue delimitado por los cuatro ríos sagrados: el río Arkansas, el río de Canadá, el río Grande y el río Pecos.